# كرايسس 2
كرايسس 2 هي لعبة تصويب من المنظور الأول طورت من قبل كرايتيك ونشرت من قبل إلكترونيك آرتس في أمريكا الشمالية وأوروبا وأستراليا في مارس 2011 للبلاي ستيشن 3 وإكس بوكس 360 وألعاب ويندوز. أعلن عنها في 1 يونيو 2009. اللعبة هي الجزء الثاني الرئيسي من سلسلة كرايسس.

## القصة
أحداث القصة تقع في عام 2023 بعد ثلاث سنين من أحداث الجزء الأول، في نيويورك (مدينة) المدمرة التي أخليت من قبل شعبها الخائف والمضطرب بسبب غزو كيف (بالإنجليزية:Ceph) الذين يتسابقون من أجل الوصول إلى تقنية كرايسس (بالإنجليزية:Crysis)، أيضا بسبب انعدام الأمن في نيويورك (مدينة) أصبحت مانهاتن تحت الحكم العسكري وأيضا بسبب العقد مع وزارة دفاع الولايات المتحدة التي أرسلت فرقة من كراينت (بالإنلجيزية:Crynet) لتنظيم مانهاتن. اللعبة تنتقل لمرحلة أخرى وجديدة من حيث الكوارث التي ستحل بالبيئة وانتشار «فيروس مانهاتن» وهو مرض بشع يقوم بتدمير الخلايا بشكل كامل.